# A Ferencvárosi Torna Club labdarúgásának története

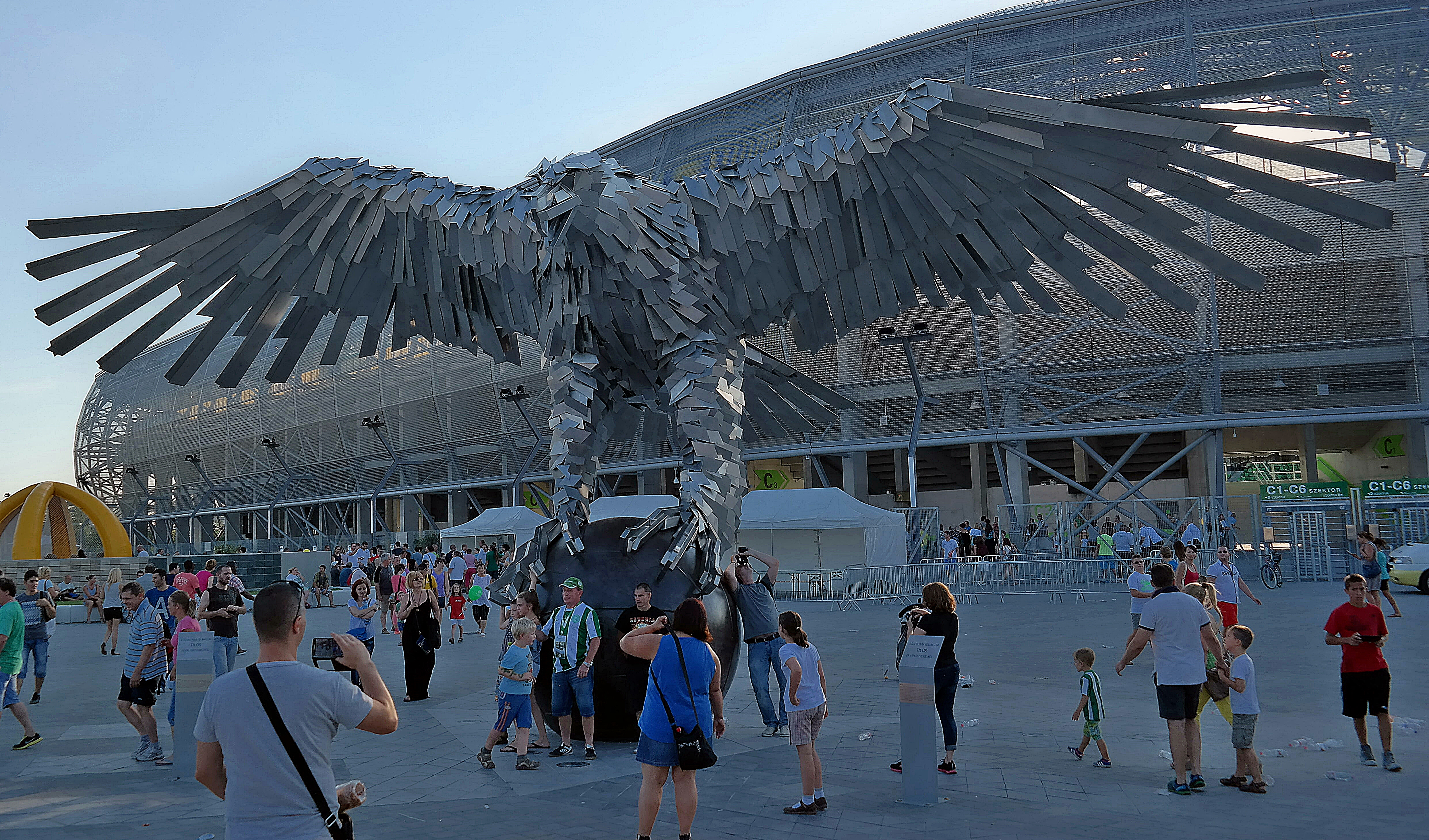
Szőke Gábor Miklós szobrászművész alkotása, a 16 méter szárnyfesztávolságú, az akaraterőt, a szabadságot és a különleges teljesítményt szimbolizáló sas a Ferencvárosi Torna Club Üllői úti stadionja, a Groupama Aréna előtt, a legújabb kor látványosságává vált

A Ferencvárosi Torna Club (FTC, Fradi) 1899. május 3-án alakult, első elnöke dr. Springer Ferenc volt. A klub színe: zöld-fehér. Az egyesület címerében az öt zöld és négy fehér csík Budapest IX. kerületét, a Ferencvárost szimbolizálja. Az egyesületi emblémán lévő- zöld pajzsban elhelyezett egymáshoz fordított három E-betű- az egyesület jelmondatára utal: Erkölcs, Erő, Egyetértés. A labdarúgó szakosztálynak külön címere is létezik: 1928-ban, a profizmus kezdeti éveiben Manno Miltiades tervei alapján készült. A jelvény fő alakja egy bronz turul, a karmai között egy futball-labdát szorongat. A futball-labda körül zöld-fehér színekkel pajzs látható, benne Ferencváros felirattal, arany vagy zöld betűkkel.
1901-től 2006-ig az elsőosztály tagja folyamatosan. A legtöbb NB1-es mérkőzés rekordját az Újpest csapata vette át a Ferencváros három, NB2-ben töltött éve alatt. Az elért 33 bajnoki cím rekord Magyarországon. A sikerévek: 1903, 1905, 1906-07, 1908-09, 1909-10, 1910-11, 1911-12, 1912-13, 1925-26, 1926-27, 1927-28, 1931-32, 1933-34, 1937-38, 1939-40, 1940-41, 1948-49, 1962-63, 1964, 1967, 1968, 1975-76, 1980-81, 1991-92, 1994-95, 1995-96, 2000-2001, 2003-2004, 2015-16, 2018-19, 2019-20, 2020-21, 2021-22, 2022-23, 2023-24.
Az egyik legemlékezetesebb az 1931-32. évi 100%-os bajnokság, amelyet csak győzelemmel, tehát döntetlen és vereség nélkül zárt a Ferencváros.A magyar labdarúgás történetében erre csak a BTC volt képes az 1901. évi első bajnokságban, de Európában is kevés az ilyen bravúros szereplés.
A Ferencváros nyerte a legtöbb alkalommal a Magyar Kupát is. A 24 kupagyőzelem évei: 1913, 1922, 1927, 1928, 1933, 1935, 1942, 1943, 1944, 1958, 1972, 1974, 1976, 1978, 1991, 1993, 1994, 1995, 2003, 2004, 2015, 2016, 2017, 2022
Ezek mellett hatszor nyerte el a magyar szuperkupát (szintén rekord), valamint kétszer az azóta megszűnt Liga-kupát is. Szuperkupa győzelem évei: 1993, 1994, 1995, 2004, 2015, 2016. A Liga-kupa győzelmeinek évei: 2013, 2015.
Az FTC nemzetközi kupaszereplése is figyelemre méltó. A Ferencváros 1928-ban és 1937-ben nyerte a korszak híres, rangos trófeáját, a Közép-Európai Kupát, a legendás KK-t.
A három nagy európai kupa közül az UEFA-kupa ősét, a Vásárvárosok Kupáját (rövidebb nevén: VVK-t), a Ferencváros 1965-ben nyerte meg.
A VVK-ban 1968-ban ismét döntőbe került a zöld-fehér gárda, de a Leeds United nyerte a trófeát. 1972-ben, immár az UEFA-kupában, az elődöntőig jutott a csapat. A KEK-ben 1975-ben veretlenül jutott a döntőbe a Ferencváros, azonban a kupát a fénykorát élő Dinamo Kijev nyerte.
A Ferencváros az első magyar csapat, amely a Bajnokok Ligájába küzdötte magát (a belga bajnok R.S.C. Anderlecht legyőzésével).

## Történelem

### Kezdetek

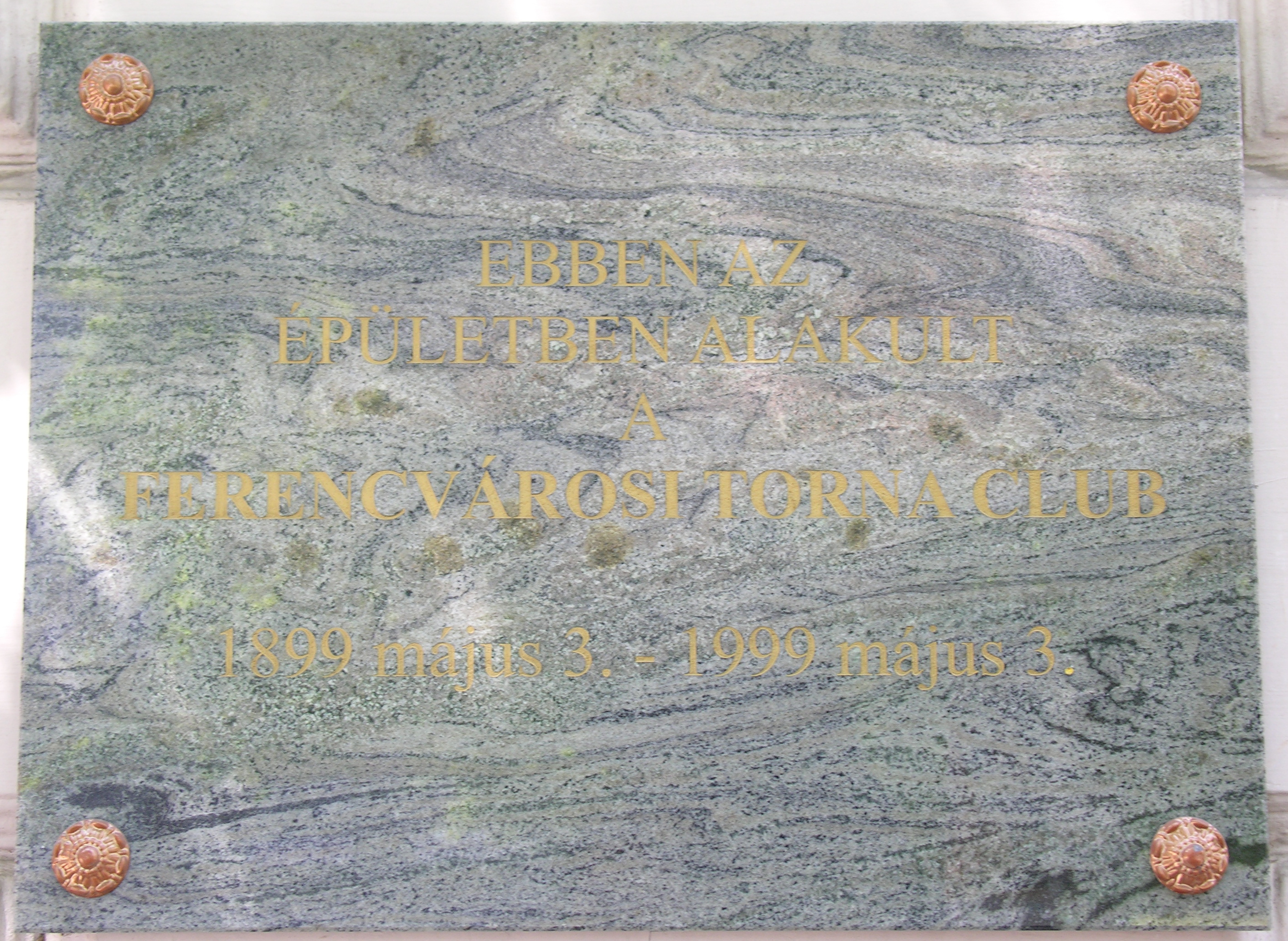
Az FTC alapításának emléktáblája a Bakáts tér 14. szám alatt

„Új football-egylet a fővárosban! A ferenczvárosi ifjak körében mozgalom indult meg a football-egylet iránt. Az alakuló gyűlést 1899. április 16-án este tartják az Üllői úti Gutgessel vendéglőben„” – a Sport-Világ újság adott hírt minderről egykoron.
A Ferencvárosi Polgári Körbe sok-sok ember igyekezett a Bakáts téren 1899. május 3-án este hat és hét óra között. Ezen az estén a kerület lelkes fiataljai az idősebb és tehetősebb polgárokkal együtt megalakították az FTC-t. Első elnökének dr. Springer Ferencet, a kerület kedvelt ügyvédjét választották. Érdekesség, hogy a klub további működéséhez szükséges anyagiakat egy, az ebből az alkalomból megszervezett bál bevétele biztosította. Rövidesen a ferencvárosi tagok saját maguk megépítették az FTC első sportpályáját a külső Soroksári úton. 1900. december 3-án hivatalosan is megalakult az FTC „football-szakosztálya”. Két hónappal később, február 10-én Magyarországon megrendezték az első bajnoki mérkőzést, melyet a Fradi és a Budapesti Torna Club (BTC) vívott. A dolog szépséghibája az volt, hogy mivel ez nem volt a Szövetségnek bejelentve, nem ismerték el hivatalosnak. Két hónappal később, április 21-én aztán az FTC is lejátszotta első hivatalos bajnokiját, melyen a Magyar Úszó Egyesület (MÚE) 5-3-ra verte a zöld-fehéreket.
A Ferencváros első hivatalos bajnoki gólját Borbás Gáspár, az FTC 17 éves balszélsője szerezte. A Fradi első pontját a Műegyetem FCellen elért 2-2-es döntetlen után jegyezhette fel, míg az első Fradi-győzelemre 1901. június 16-ig kellett várni (FTC-BP. SC 5-1). Érdekesség, hogy a Fradi hivatalosan hamarabb mutatkozott be a nemzetközi porondon, mint a bajnokságban, március 24-én a Cricketer 9-0-ra verte a magyar csapatot. Május 5-én az Old Cricketer ellen (5-0, az első Fradi győzelem a nemzetközi porondon) viseltek első alkalommal a Fradi-játékosok zománcozott kis jelvényt, mely öt zöld és négy fehér csíkot tartalmazott, a címer alján lévő zöld pajzsban pedig három egymáshoz fordított E pedig helyeztek el. Ez mindmáig a klub jelmondatára utal: erkölcs, erő, egyetértés. 1902-ben a Fradi elszenvedte a mai napig fennálló legnagyobb arányú vereségét, a zöld-fehérek 16-0-ra kaptak ki az Oxfordtól. Egy évvel később, azaz 1903-ban a fradisták már ez első bajnoki címüket ünnepelhették. Szintén ebben az évben kapták meg a zöld-fehérek először az Ezüstlabdát, az első magyar labdarúgó-vándordíjat.
1905-ben komoly botrányok és óvások után már a második bajnoki elsőségüket ünnepelhették a fradisták. Az első őszi-tavaszi rendszerű bajnokságot 1906/07-ben rendezték meg, amely ferencvárosi sikerrel ért véget. Megható módon a bajnokságban részt vevő csapatok az évadzárón képviseltették magukat, és egy-egy babérkoszorúval tisztelegtek a zöld-fehérek nagyszerű teljesítménye előtt. 1909. június 6-án az FTC végleg megnyerte az első magyar labdarúgó vándordíjat, miután ötödször nyerte el az Ezüstlabdát. Szintén ez az év hozta az első ferencvárosi nemzetközi kupagyőzelmet, június 13-án a Fradi a Wiener ellen aratott 2-1-es győzelmével megnyerte a Monarchia-bajnokságot. Természetesen az 1908/09-es bajnoki évad megnyeréséért járó serleg is a zöld-fehérek vitrinébe került. Egy évvel később már az ötödik bajnoki címét ünnepelhette a Fradi. Az első ferencvárosi évtized így fantasztikusan zárult: a zöld-fehérek összesen 5 bajnoki címet, 3 ezüstérmet és 1 bronzérmet gyűjtöttek. A remek teljesítmény felkeltette egy angol üzletember figyelmét is, aki az évtized végén – egy 100 koronás – Fradi-részvényt vásárolt.

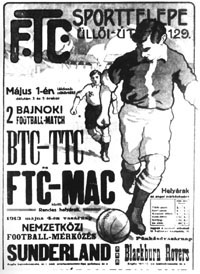
1913-as plakát

1911. február 12. Felejthetetlen nap az FTC életében. Az Üllői úti pálya avatásának a napja! A pálya már a premier idején impozáns látványt nyújtott. Az új létesítményben az első gólt a híres gólvágó Schlosser Imre, alias „Slózi” szerezte. Az új stadionban is ott folytatta a Fradi, ahol a Soroksári úton abbahagyta. 1911-ben sorozatban harmadszor lett bajnok, a zöld-fehérek 21 meccsen át maradtak veretlenek. A következő év fantasztikusan indult, a Ferencváros először nyert Angliában, a zöld-fehérek a Wokingot gyűrték le a szigetországban. Az 1912-es év is ferencvárosi elsőséget hozott, a bajnokság 11-3-as Fradi győzelemmel zárult (a III. kerület ellen, az eredmény egyébként a mai napig gólcsúcs a klub történetében a bajnokságban). A meccsen Schlosser Imre, „Slózi” is brillírozott, 8 alkalommal volt eredményes. Egy év múlva először nyerték el a Magyar Kupát a zöld-fehérek, igaz, ezért még nem járt serleg, mivel az nem készült el. Közben zsinórban ötödik bajnokságát is megnyerte a csapat, nem csoda, hogy összesen 39 helyre hívták a gárdát portyázni.
A korabeli lapok már akkor is rendre arról számoltak be, hogy a Ferencvárosnak van a legnagyobb szurkolótábora, akik idegenbe is rendszeresen elkísérik a csapatot. Néhány hónap múlva már nem ment ilyen jól, egyre több fájó vereséget szenvedett a csapat, majd jött egy szomorú nap: 1914. augusztus 2-a: szinte az egész csapat behívót kapott, és sajnos nem mindenki tért vissza. Kétévnyi szünet után a Magyar Labdarúgó-szövetség (MLSZ) újra kiírta a bajnokságot, az 1916/17-es idényt a Fradi a negyedik helyen zárta. Egy évvel később fura szezont zárt az FTC, a csapatot egy időre kizárták a bajnokságból, majd a zöld-fehérek visszatérhettek, és a teljesen reménytelen helyzetből zseniális hajrával végül a másodikok lettek. Az évtized egy harmadik hellyel zárult és egy szomorú eseménnyel: elhunyt dr. Springer Ferenc, az FTC alapító elnöke, akit ezrek kísértek el utolsó útjára.

### A húszas évek
1922. szeptember 24-én az Üllői úti pályán impozáns ünnepséget tartottak, amelynek keretében felavatták az alapító elnök emlékére készített szobrot. A pályán továbbra sem jött össze az áhított bajnoki cím, ezüst illetve bronzérem viszont jócskán került az Üllői útra. Az 1924/25-ös bajnokság sem indult valami fényesen, a Fradi 11-2-re kapott ki az MTK-tól, ez a mai napig a zöld-fehérek legsúlyosabb veresége a bajnokságban. A kék-fehérek remekeltek ezekben az időkben, az MTK sorrendben tizedszer nyert bajnokságot.
Az 1925/26-os idényben a zöldek megtörték a kékek uralmát, és 13 év után ismét magyar bajnoki címet szereztek. Ez volt egyébként az utolsó amatőr magyar bajnokság. Majd elindult a profi bajnokság, melyre 1000 pengő ellenében neveztek a klubok. 1926. július 26-án hivatalosan is megalakult az FTC profi labdarúgó-alakulata, a Ferencváros FC. A klub első profi játékosa Horváth II volt. Az új bajnokság első meccsét augusztus 29-én rendezték, a Ferencváros csapata lépett pályára a nyitányon, a zöld-fehérek 6-2-re verték a Budai 33-at. Még ugyanebben az idényben, március 2-án megszólalt az első megafon a pályákon, a ferencvárosi szurkolók élvezhették az új hangosbemondót. A pályán is volt okuk ünnepre a zöld-fehéreknek, az első profibajnokságot hétpontos előnnyel zárta az élen a Ferencváros. Sőt, a csapat a bajnoki cím mellett a kupagyőzelemért járó serleget is begyűjtötte. Az év végén már a Rádius moziban is láthatták az emberek a Fradit, ahol egyedülálló módon filmrészleteket vetítettek a csapat edzéséről. Az év végén a gárda még Afrikába is elmerészkedett egy túra erejéig. Mindeközben a bajnoki cím az idény végén megint a zöld-fehéreké lett, a Fradi Szegeden biztosította be az elsőséget. A kupagyőzelem ráadásként megint összejött.
A csapatnak a nemzetközi kupában is jól ment, a KK-ban egészen a fináléig menetelt az FTC, sőt ott a Rapidot 7-1-re ütötte ki az első meccsen. A visszavágón nem történt csoda, így a magyar csapaté lett a kupa. 1928-ban Manno Miltiades megtervezte az úgynevezett turulmadaras jelvényt, az FTC labdarúgó-szakosztály hivatalos jelvényét. A harmadik évtized végén még két bajnoki ezüstéremmel bővült a ferencvárosi sikerlista. Közben a csapat először vett részt dél-amerikai túrán, a Fradi óriási meglepetésre 3-2-re nyert a kétszeres olimpiai bajnok Uruguay otthonában.

### A harmincas és negyvenes évek
Az 1931/32-es bajnokság után ismét örülhetett az Üllői úti publikum, bajnok lett a csapat. Nem is akárhogyan, azóta sem múlta felül senki a 31/32-es csapatot: a Ferencváros 22 meccsből 22-t nyert meg, azaz százszázalékos teljesítménnyel lett bajnok. A bajnokságban született meg egyébként a profizmus bevezetése óta a 400. Fradi gól. Ugyanebben az évben egy újvidéki túra során a Ferencváros lejátszotta az első villanyfényes találkozóját.

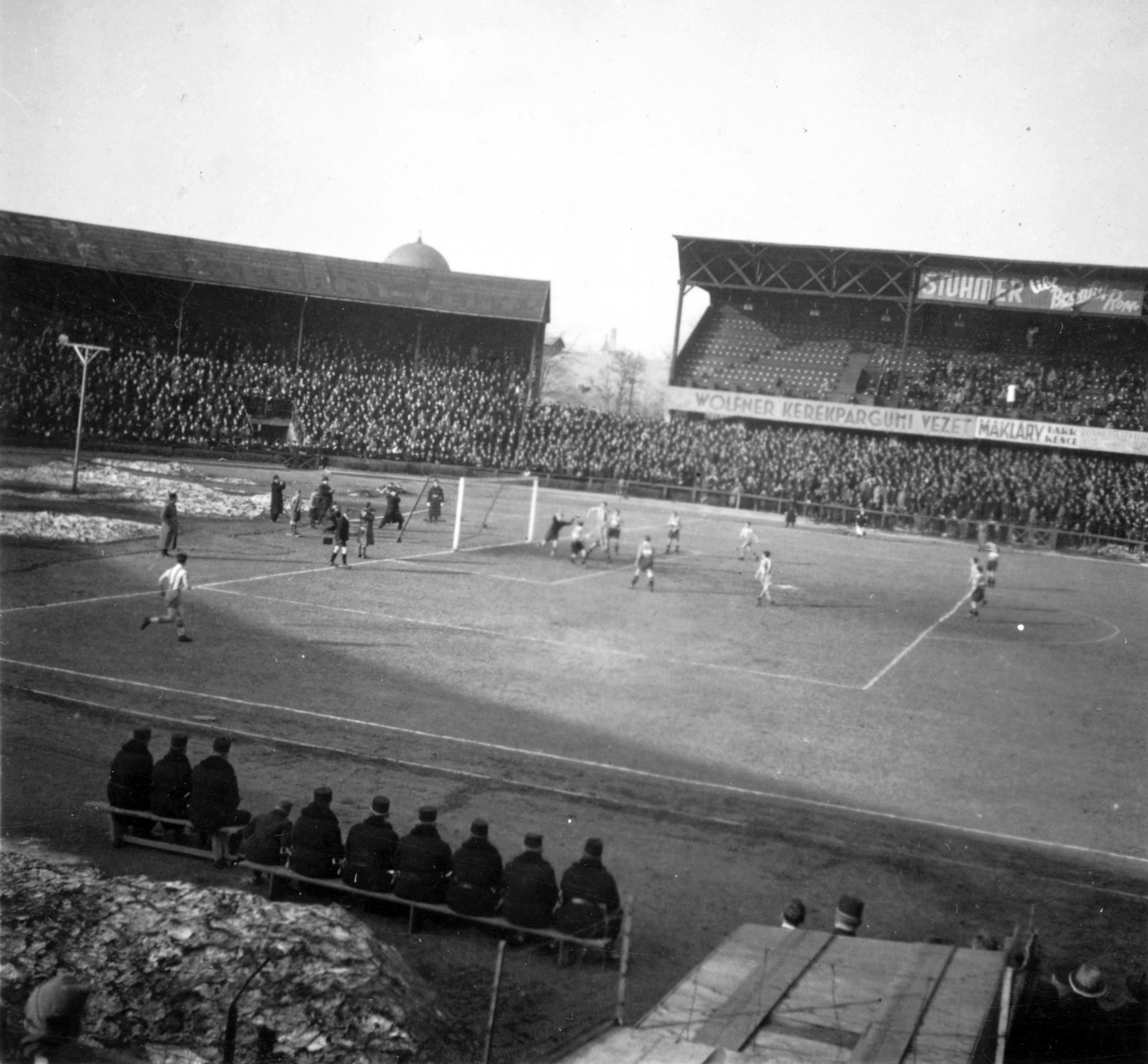
Az FTC pálya 1935-ben, szemben a szurkolókkal tömött »B« tribün, balra a háttérben a Rezső téri Magyarok Nagyasszonya plébániatemplom kupolája

1933-ban a párizsi L'Auto olvasóinak szavazatainak alapján a Ferencváros lett a hetedik legjobb csapat a kontinensen. Ebben az évben ugyan elmaradt a bajnoki cím, a kupagyőzelem viszont nem. Egy évvel később a mostoha körülmények ellenére a bajnoki cím jött össze. Egy évvel később a bajnoki címről és a KK-kupa győzelemről is lemaradtak a zöld-fehérek, nem úgy a Magyar Kupáról. Az 1935/36-os idény már Nemzeti Bajnokság (NB I) néven rajtolt, a zöld-fehérek a harmadik évadban nyerték meg ismét a bajnokságot. Közben az FTC másodszor is elnyerte a KK-kupát, a Laziót kétszer is legyűrte a Fradi. A következő két évben ismét fináléba jutott a Ferencváros, a végső győzelem azonban elmaradt. Az évtized mégis remekül zárult, hiszen ismét bajnoki címnek örülhettek az Üllői úton, a Fradi a jobb gólarányának köszönhetően lett első.
Az új évtizedet is bajnoki arannyal kezdte a Ferencváros, és az 1931/32-es idény után ismét meghaladta a rúgott gólok száma a százat. Ezután nyolc évig böjtöltek a ferencvárosi érzelmű drukkerek, az újabb bajnoki címre ugyanis egészen az 1948/49-es idényig kellett várni. Közben azért történt egy s más. 1944. augusztus 2-án a Ferencváros FC beolvadt az anyaegyesületbe, az FTC-be, így ekkor egy vezetés alá került az egész egyesület. A Ferencváros első magyar csapatként repülővel utazott Amerikába…
A szurkolóknak azonban a csapat Magyar labdarúgókupa-szereplése jelentette a legnagyobb örömöt, hiszen az FTC 1942-ben, 1943-ban és 1944-ben is elhódította a serleget. Jött az 1948-as esztendő, amelyben ismét jócskán volt miért örülni a drukkereknek. Az 1948. október 31-én megrendezett FTC-Tatabánya mérkőzés volt a Fradi 1000. bajnokija. 1949 májusában négy fordulóval a bajnokság befejezése előtt már aranyérmes volt az éppen 50. születésnapját ünneplő Ferencváros. Minden idők leggólképesebb ferencvárosi csatársora játszott ekkor, a támadók 140 gólt rúgtak 30 meccsen, ebből Deák egyedül vágott 59-et. 1950. február 16. – szintén nevezetes dátum a Fradi életében: kimondták, hogy az ÉDOSZ SE és az FTC egybeolvadnak ÉDOSZ néven. 10 nappal később már ezen a néven játszott a csapat a bajnokságban.

### Az ötvenes évek
Ínséges idők következtek az ötvenes években: mindössze egy ezüstöt és három bronzérmet produkált a csapat. A csapat egyébként már Kinizsi néven szerepelt, miután 1951 januárjától az ÉDOSZ SE sportszervezetei felvették a Kinizsi nevet. A labdarúgók mezt cseréltek: öt évig piros-fehérben játszottak. 1956 szeptemberében már tárgyalások folytak arról, hogy a Fradi visszakapja a nevét és színét. Az ősszel aztán a „Fradi” ismét Ferencvárosi Torna Club lett. December 17-én hosszú évek után játszott ismét hivatalos mérkőzést a zöld-fehér csapat Ferencváros néven, a Fradi a Vojvodinát verte 3-1-re. 1958-ban először közvetített televízió élőben mérkőzést, a képernyő előtt ülők a Ferencváros-Honvéd találkozót izgulhatták végig. A bajnokságban a végén elbotlott a Fradi, a kupát viszont tizedszer is magasba emelhették a zöld-fehér csapat játékosai.

### A hatvanas évek
Az 1960-as években egy sokkal sikeresebb széria kezdődött. Az évtized elejét, azaz 1962-es évet a Fradi VVK-ban aratott sikerei fémjelezték, ám a Zágráb végül megállította a magyar csapatot. Idehaza viszont megállíthatatlan volt a Fradi, Alberték magabiztos játékkal szereztek 14 év után ismét bajnoki aranyat szeretett klubjuknak. Sőt 1963-ban akár két bajnoki címet is szerezhetett volna a gárda, mivel az MLSZ az őszre külön bajnokságot írt ki, ám a Ferencváros a pocsék hajrájával lemaradt az első helyről.
A következő évad is remek perceket tartogatott a szurkolóknak, hiszen a Fradi ismét bajnok lett, immár tizenkilencedik alkalommal. Közben a csapat már megkezdte a menetelését a VVK-ban: a Brno, a Wiener SC, az AS Roma, az Atletico Bilbao és a Manchester United sorra esett az FTC áldozatául. Az 1965-ös fináléban aztán a Juventus is fejet hajtott a Fradi előtt, amely így megnyerte a rangos európai kupasorozatot. 1967 szintén aranyévnek számít a klub történetében. A Fradi 28 bajnoki meccset játszott veretlenül a bajnokság folyamán, igaz, az utolsó két meccset elbukta a csapat, amely így is begyűjtötte a 20. bajnoki címet.
A csapat legjobbja, Albert Flórián hatalmas elismerésben részesült, 1967-ben ő lett az Aranylabdás. Egy évvel később ismét a Ferencváros nevétől volt hangos Európa, a magyar gárda ismét beverekedte magát a VVK döntőjébe, a Leeds azonban jobbnak bizonyult a Fradinál. A bajnokságban viszont nem akadt a Ferencvárosnál jobb csapat, huszonegyedszer is bajnok lett az Üllői úti gárda. Az évtized egyik legérdekesebb meccse a Kispest-FTC volt, amelyen a 12 évvel korábban visszavonuló Gulyás Géza – Géczi sérülése miatt – ismét beállt a kapuba védeni, és remekül teljesített, csak büntetőnél kapitulált.

### A legendás hetvenes évek
Az 1970-es évek elején a Fradi elsősorban a nemzetközi kupaszereplése miatt hívta fel magára a figyelmet. A VVK és EVK utódjaként létrejött UEFA-kupában a zöld-fehérek egészen az elődöntőig meneteltek, ott viszont két peches meccs után a Wolwerhampton megálljt parancsolt, sőt a bajnokságban sem került dobogóra a csapat. „Némi” vigaszt azért jelenthetett az újbóli, immár tizenegyedik Magyar Kupa-győzelem. Amint az köztudott, a nevezetes trófeát fél év múlva kiállítási helyéről ellopták. 1973-as esztendő szintén gyengébbre sikeredett, némi örömöt „csupán” az jelentett, hogy bemutatkozott egy tehetséges fiatalember: Nyilasi Tibor.
Egy évvel később viszont szomorkodhattak a drukkerek, 1974. március 17-én elbúcsúzott Albert Flórián, aki természetesen mindezt bajnoki góllal tette emlékezetessé. Örülhetett a publikum a 74-es kupadöntő után is, a Fradi MNK-győzelemmel ünnepelte a klub 75. születésnapját. A stadion is jelentős átalakulásokon és felújításon ment keresztül, a nevezetes KEK-menetelést már az „új” stadionban kezdte meg a Ferencváros. A lendület egészen 1975. május 14-ig tartott, amikor is a nemzetközi kupa fináléjában a Dinamo Kijev 3-0-ra verte a zöld-fehér együttest. Az évad őszén a Fradi lejátszotta 1000. nemzetközi mérkőzését, a cseh Brno volt a szenvedő fél. 1976. április 7-én a sportlap két Fradi-meccsről is beszámolhatott, hiszen 6-án az FTC pályára lépett az MNK-ban és a KK-ban is. Előbbit meg is nyerte az évad végén a zöld-fehér alakulat.
Csakúgy, mint a bajnokságot, amelyben a 8-3-as újpesti vereség dacára is az első helyen zárt az FTC. Nem várt sikeres esztendő volt ez, méltán kapta a gárda a „Csikócsapat” becenevet. 1977. május 11-én rendezték meg a klub 1000. Üllői úti mérkőzését, persze hogy nyert a csapat. Egy évvel később a Pécset verte a Ferencváros, ez a siker MNK-elsőséget ért, immár a tizennegyediket. Ez év októberében rendezték meg az első villanyfényes meccset az Üllői úton, ezúttal is a Pécs volt a szenvedő fél. A hetedik évtizedet egy szerény 6. hellyel a bajnokságban zárta a csapat.

### A nyolcvanas évek
Az új évtizedet remekül kezdte a csapat, öt év után ismét az Üllői úti stadion vitrinjébe került a bajnoki győzelemért járó serleg. Sőt a csapat aranyérme mellé került egy másik trófea is: Nyilasi az európai góllövőlistán elért második helyével – 30 gól – ezüstcipős lett. Ezután viszont sikerekben szegényebb esztendők következtek, a legjobb eredmény a 2. hely volt. A legnagyobb gólarányú győzelmét mégis ebben az évtizedben érte el a Ferencváros: 30-1-re verte a Gutenbrun nevű osztrák csapatot. Persze, egy negatív csúcs is hozzátartozik az 1980-as évekhez: az 1984-85-ös idényben minden idők legrosszabb idényét produkálta a zöld-fehér gárda, a tizenharmadik lett. Az 1988/89-es és az 1989/90-es idényben elért ezüst-, illetve bronzérem tette valamelyest szebbé a nyolcadik évtizedet. 89-ben a Fradi hat év elteltével játszhatott ismét európai kupában, a KEK-ben azonban a biztató nyitány után elmaradt a jó folytatás.

### A század utolsó évtizede, a kilencvenes évek
A 20. századik utolsó évtizedének első bajnokságának nyitómeccse Szenes Sándortól volt hangos. A székely légiós egyedülálló módon élete első magyar bajnoki meccsének első percében rögtön gólt szerzett, majd csapattársaival hatalmas örömöt Nyilasi Tibornak, aki győzelemmel debütált a Fradi kispadján. A fiatal szakember rögtön egy ezüstéremmel nyitott, a kupában viszont senkin sem könyörültek meg Kellerék. Egy évvel később az őszi botladozás után Fodor „Foci” Imre vezérletével szárnyaltak a "Zöld Sasok", a tavaszi idényben esélyt sem adva más csapatoknak 11 év után ismét az Üllői útra hozhatták a bajnoki címért járó serleget. Ezután a Szuper Kupát és a Magyar Kupát szinte sorozatban a zöld-fehérek nyerték.
Az évtized közepén Novák Dezső vezetésével ismét nagyot alkotott a Fradi, újra bajnok lett, majd óriási meglepetésre bekerült a Bajnokok Ligája (BL) csoportküzdelmeibe. És ezzel még nem volt vége, a BL-ben egész Európának okozott meglepetést a Ferencváros a Grasshoppers és a Real Madrid elleni meccseken mutatott teljesítményével. Egy évvel később ismét a Ferencváros lett a magyar bajnok, majd a 27. bajnoki elsőséget újabb öt esztendő elteltével tavaly gyűjtötte be a zöld-fehér csapat.

### Az új évezred
Az új évezred is ferencvárosi bajnoki címmel kezdődött, 2001-ben 5 év után újra ünnepelhetett a zöld-fehér szurkolósereg. Ezekben az években az egyre inkább megmutatkozó anyagi nehézségek ellenére csapatunk rendre a dobogón zárta a szezont, 2004-ben bajnokként (28-adszorra), 2002, 2003, 2005-ben pedig ezüst érmet szerezve. 2003-ban és 2004-ben újra elhódítottuk a Magyar Kupát, ezzel kupagyőzelmeink száma elérte a bűvös 20-as számot. A hazai sikereknek köszönhetően indulhattunk a nemzetközi megmérettetéseken is. A 2004-2005-ös UEFA-kupa első fordulóját sikerrel vettük a Millwall csapata ellen, így a csoportkörbe is bejutottunk mindmáig egyetlen magyar csapatként.
A dicső múlttal szemben a közelmúlt a pénzügyi nehézségek következtében kifejezetten dicstelenül alakult: az MLSZ anyagi okokra hivatkozva visszavonta a Ferencvárosi Torna Club első osztályra szóló licencét, ami miatt a Fradi 2006-2007-es idényt a másodosztályba száműzve töltötte. Sajnos az utolsó fordulókban nem tudták az egyetlen lehetséges választ megadni az MLSZ törvénytelen döntésére, a feljutást nem sikerült kivívni.
A 2007-2008-as NBII-es szezonban sem sikerült kiharcolni a zöld-fehéreknek a feljutást, harmadik helyen végeztek a Kecskemét és egy ponttal lemaradva a Szolnok után. Ebben az évben a klub nem volt sajnos botránymentes sem, a szurkolók nehezen viselték szeretett klubjuk kudarcait, az okot pedig a játékosokban találták meg. Mondván: Nem a Fradihoz méltóan futballoznak. Ez valamilyen szinten meg is állta a helyét. Ám a szezon felénél egy halvány reménycsillag jelent meg a Ferencvárosi TC egén. Ugyanis ekkor megvette a klubot egy angol üzletember, Kevin McCabe. McCabe más csapatok tulajdonosa is (így például az angol Sheffield United stb.) melyeknek így a Fradi a testvércsapatává vált. Az új tulajdonos új terveket is hozott, több pénzt mellyel az eladósodott klubot újjá akarja varázsolni. Tervei között a Fradi teljes felvirágoztatása szerepel, új stadion (mely a tervek szerint 2010-2011 körül már állni fog. 25 ezer fős lesz, angol mintára építve, úgynevezett dühöngővel a B közép számára és családi szektorokkal, hogy a Fradi meccsei családi eseménynek számíthassanak újra), labdarúgó akadémia, Fradi múzeum és végül de nem utolsósorban mindenképpen kiharcolni a feljutást a magyar labdarúgó elsőosztályba, valamint 2-3 éven belül nemzetközi porondon látni ismét a Fradit. Az új tulaj a szezon felénél érkezett így túl sokat már nem tudott tenni a csapatért így esett meg hogy a klub a 2008-2009-es szezont is az NBII-ben tölti.
Az elvárások és a tervek nem változtak. A nyár folyamán a csapat újult erővel új (jó) körülményekkel, anyagi fedezettel kilépve az eladósodásból teljes erővel a jövőre koncentrálhat. Kevin McCabe nem habozott megerősíteni a Ferencvárost. Az új edző és felfogás mellé új játékosokkal is erősítette a csapatot. Már 2008 júliusára 7 új játékos csatlakozott a Fradihoz. (emellett a vezetőség hosszú távon a magyar Fradi utánpótlással és a fiatal tehetséges magyarokkal számolt)
2008. május 3-án, a klub 110-éves évfordulóján eldőlt, hogy a csapat a harmadik másodosztályú idénye után ismét az NB I-ben folytathatja szereplését a következő szezontól.

## A Fradi múzeum ereklyéi

### Fél serleg (1935)
A fél serleg 1935-ből, egy Húsvéti tornáról származik. A Húsvéti tornák úgy zajlottak, hogy szombaton Bécsben, hétfőn Budapesten játszottak a csapatok, aztán következő héten meg fordítva az MTK, Ferencváros, Rapid, és az Austria Wien részvételével. 1937-ben az történt, hogy a Ferencváros és az MTK is azonos eredményt ért el. Ekkor valakinek eszébe jutott, hogy kettévágják a serleget. (Ferencváros fél serlege ma is áll a múzeumban, az MTK-é elveszett.)

### Toldi kupa, Bologna (1939)
A múzeumban látható híres-nevezetes zöld kupát Toldi Géza kapta, amikor a Bolognának 4 gólt lőtt egy KK mérkőzésen. A győzelem évében meg is nyertük a Közép-Európa Kupát.

### A bronzlabda (Lazio KK döntő)
1937-ben a Lazio ellen játszottuk a döntőt. A döntő mérkőzésének labdája látható ebben a bronzlabdában, míg a szobor a római mérkőzésre készült. Itthon 4-2-re győztünk, idegenben pedig 5-4-re.

## Érdekességek

### A legendás csatársor
Az 1930-as évek legendás csatársora: Tánczos, Takács II, Turai, Toldi, Kohut. Ez a csatársor egy spanyol felirat szerint 1929-ben legyőzte az akkor világklasszis uruguayi válogatottat Montevideóban 3-2-re. Uruguay 1924-ben és 1928-ban olimpiai aranyat nyert, 1930-ban meg megnyerte az első világbajnokságot. Az eredményre az egész világ felkapta a fejét.

### A legizgalmasabb bajnoki címek egyike
Felejthetetlen bajnoki cím volt a 28., hiszen az utolsó fordulóban dőlt el minden. A Fradi hazai pályán 3:1-re verte a Debrecen gárdáját, míg az Újpest és az MTK remizett egymással, a bajnoki serleget helikopterrel vitték át a Puskás Ferenc Stadionból az Üllői útra.